# Celle-Lévescault
Celle-Lévescault és un municipi francès situat al departament de la Viena i a la regió de la Nova Aquitània. L'any 2007 tenia 1.284 habitants.

## Demografia

### Població
El 2007 la població de fet de Celle-Lévescault era de 1.284 persones. Hi havia 464 famílies de les quals 92 eren unipersonals (40 homes vivint sols i 52 dones vivint soles), 144 parelles sense fills, 188 parelles amb fills i 40 famílies monoparentals amb fills.
La població ha evolucionat segons el següent gràfic:
Habitants censats

### Habitatges
El 2007 hi havia 553 habitatges, 487 eren l'habitatge principal de la família, 37 eren segones residències i 29 estaven desocupats. 531 eren cases i 19 eren apartaments. Dels 487 habitatges principals, 383 estaven ocupats pels seus propietaris, 96 estaven llogats i ocupats pels llogaters i 8 estaven cedits a títol gratuït; 4 tenien una cambra, 22 en tenien dues, 65 en tenien tres, 132 en tenien quatre i 264 en tenien cinc o més. 356 habitatges disposaven pel capbaix d'una plaça de pàrquing. A 196 habitatges hi havia un automòbil i a 264 n'hi havia dos o més.

### Piràmide de població
La piràmide de població per edats i sexe el 2009 era:
| Homes | Edats   | Dones |
| ----- | ------- | ----- |
| 0     | 95 o +  | 8     |
| 4     | 90 a 94 | 4     |
| 8     | 85 a 89 | 16    |
| 0     | 80 a 84 | 16    |
| 28    | 75 a 79 | 8     |
| 40    | 70 a 74 | 28    |
| 12    | 65 a 69 | 20    |
| 32    | 60 a 64 | 16    |
| 16    | 55 a 59 | 32    |
| 52    | 50 a 54 | 36    |
| 48    | 45 a 49 | 32    |
| 16    | 40 a 44 | 44    |
| 44    | 35 a 39 | 36    |
| 40    | 30 a 34 | 44    |
| 40    | 25 a 29 | 40    |
| 36    | 20 a 24 | 20    |
| 16    | 15 a 19 | 32    |
| 20    | 10 a 14 | 36    |
| 24    | 5 a 9   | 32    |
| 20    | 0 a 4   | 16    |

## Economia
El 2007 la població en edat de treballar era de 834 persones, 652 eren actives i 182 eren inactives. De les 652 persones actives 621 estaven ocupades (328 homes i 293 dones) i 31 estaven aturades (15 homes i 16 dones). De les 182 persones inactives 60 estaven jubilades, 77 estaven estudiant i 45 estaven classificades com a «altres inactius».

### Ingressos
El 2009 a Celle-Lévescault hi havia 505 unitats fiscals que integraven 1.308,5 persones, la mediana anual d'ingressos fiscals per persona era de 18.567 €.

### Activitats econòmiques
Dels 28 establiments que hi havia el 2007, 3 eren d'empreses alimentàries, 1 d'una empresa de fabricació d'elements pel transport, 2 d'empreses de fabricació d'altres productes industrials, 5 d'empreses de construcció, 2 d'empreses de comerç i reparació d'automòbils, 2 d'empreses de transport, 1 d'una empresa d'hostatgeria i restauració, 2 d'empreses immobiliàries, 5 d'empreses de serveis, 4 d'entitats de l'administració pública i 1 d'una empresa classificada com a «altres activitats de serveis».
Dels 9 establiments de servei als particulars que hi havia el 2009, 1 era una oficina de correu, 1 taller d'inspecció tècnica de vehicles, 1 paleta, 1 guixaire pintor, 2 lampisteries, 1 electricista, 1 perruqueria i 1 restaurant.
Dels 4 establiments comercials que hi havia el 2009, 2 eren fleques i 2 carnisseries.
L'any 2000 a Celle-Lévescault hi havia 41 explotacions agrícoles que ocupaven un total de 2.848 hectàrees.

## Equipaments sanitaris i escolars
El 2009 hi havia una escola elemental.

## Poblacions més properes
El següent diagrama mostra les poblacions més properes.